# NGC 4995
NGC 4995 este o intermediate spiral galaxy⁠(d) situată în constelația Fecioara. A fost descoperită în 25 aprilie 1784 de către William Herschel. Se află la o distanță de 24,77 de megaparseci de Pământ.